# 大井頭
大井頭位於臺灣臺南市中西區，是直轄市定古蹟。大井頭一帶是昔日進入臺灣府城的重要碼頭所在地，雖然「大井頭」之名原意為大井旁的碼頭，是一個地名，但現在也用以指稱「大井」本身。

## 沿革
大井頭的大井的具體開鑿時間不明，而據高拱乾《臺灣府志》所載，宣德年間鄭和與王景弘下西洋時曾到此地汲水，而陳文達《臺灣縣志》所載則說是荷蘭人蓋普羅民遮城時因為怕有火災而鑿此井以備不時之需。由此看來，此井在明鄭時期之前便已經存在。
該井位於臺灣府城西定坊，水質十分甘美，故有俗語「飲大井水，沒肥也美」。這一帶在過去一度鄰近海邊，為府城重要的碼頭，該井也成為往來舟楫補給儲水之處。而在荷蘭史料之中，這一帶則稱做士米村（Smeerdroop）。然而隨著臺江內海的逐漸淤積，大井頭與海邊的距離越來越遠，「鎮渡頭」也遷到今接官亭與風神廟一帶（南河港上）。不過這一帶並未因此沒落，反而因南河港有著繁盛的商業活動，形成府城八景之一的「井亭夜市」，此景為府城八景之中為一一個純人文的景緻。
該井在日治初期仍有許多人打水，但隨著自來水普及，使用的人日益減少。而日本大正五年（1916年）拓寬今民權路（本町通）時填掉了一半，民國五十四年（1965年）再次拓寬民權路時將井欄整個剷平，只在上面加上鐵欄，宛如一般的水溝蓋。近年隨著文化觀光的發展，方在鐵欄周圍予以美化。

## 井亭夜市

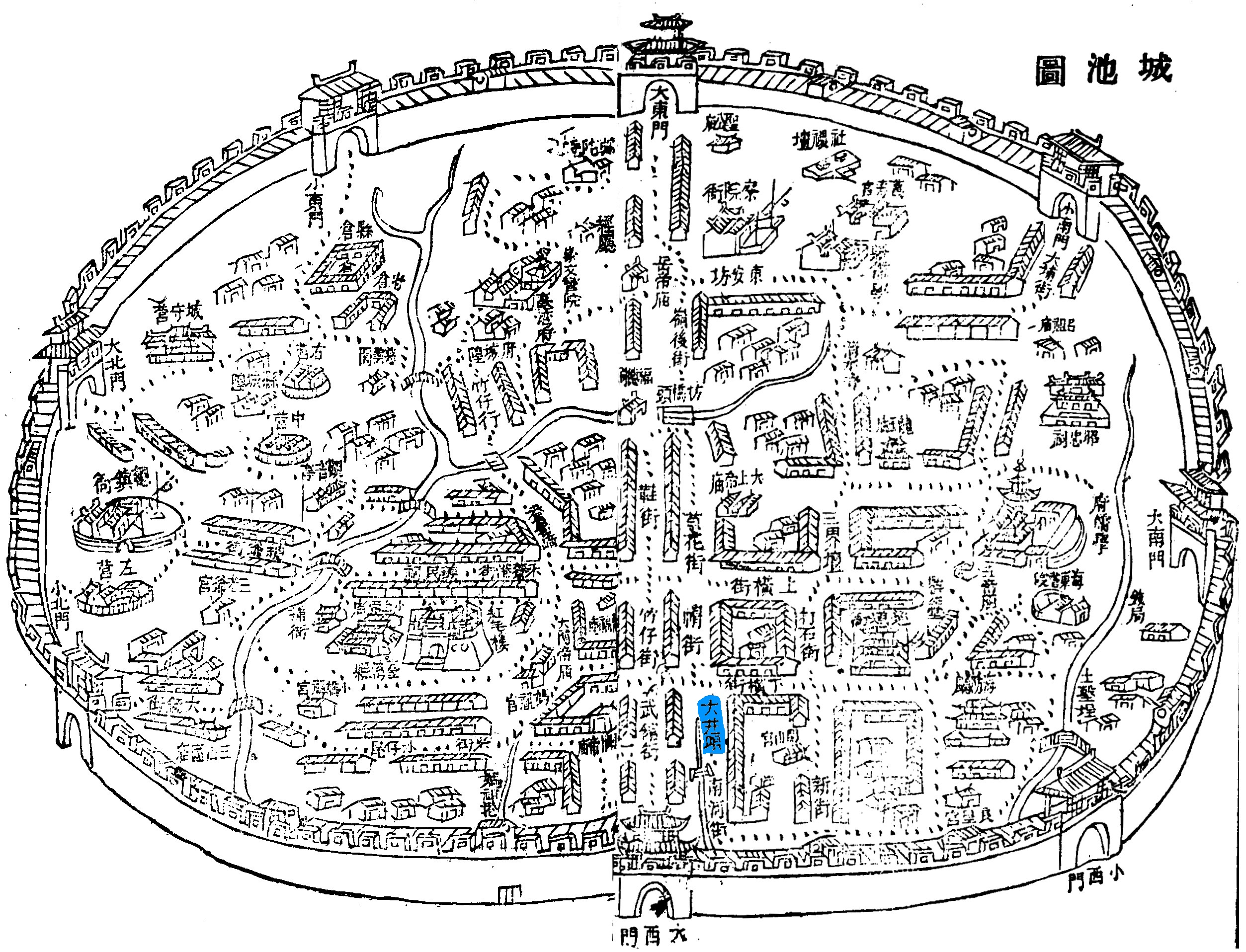
嘉慶十二年時的臺灣府城，上色部分即是大井頭的位置。

井亭夜市是在《重修臺灣府志》（乾隆十二年，1747年）與《續修臺灣府志》（乾隆二十九年，1764年）所提到的「邑中八景」之一，也是唯一一個與自然景觀無關的景。
井是指大井頭「大井」，而亭是指「接官亭」。在乾隆時期，大井頭以西一帶已經化為陸地，並發展出了許多街道。而在大井頭與接官亭之間，則有大井頭街、南勢街、新南勢街、鎮渡頭街連成一線地相連著，這條東西向的線也是西定坊五條港區市街發展的軸心，在五條港全盛時期時這一帶相當地熱鬧，而井亭夜市的繁華持續到日治時期臺南新運河（今臺南運河）取代舊運河後才沒落。

## 外部連結
- 臺南市政府觀光旅遊局——大井頭 （页面存档备份，存于）
- 文化部文化資產局——大井頭 （页面存档备份，存于）

22°59′44″N 120°12′07″E / 22.995432°N 120.201899°E